# Masako Katsuki
 (février 2016).
Masako Katsuki (勝生 真沙子, Katsuki Masako), née le 15 octobre 1959 à Hachinohe au Japon sous le nom Masako Shiono (塩野 雅子, Shiono Masako), est une seiyū japonaise anciennement affiliée à Theater Echo et maintenant avec 81 Produce. Katsuki a prêté sa voix à plusieurs dessins animés notable, doublage japonais de films et de séries télévisées , des jeux, des CD de théâtre, ainsi que des publicités.

## Filmographie

### Anime
| Date                 | Titre                                                      | Rôle                                     | Notes                          | Source |
| -------------------- | ---------------------------------------------------------- | ---------------------------------------- | ------------------------------ | ------ |
| 14 octobre 1981      | Urusei Yatsura                                             | Ten's mother                             |                                | ,      |
| 13 février 1982      | Gyakuten! Ippatsuman                                       | OL-san, Otoshima-san                     |                                | [ 2 ]  |
| 18 mars 1982         | Gigi                                                       | Kate, Linda                              |                                | [ 3 ]  |
| 5 mai 1982           | White Fang                                                 | Mary Scott                               | Debut role                     | [ 3 ]  |
| 5 juillet 1982       | The Kabocha Wine                                           | Akiyama's wife                           |                                | [ 2 ]  |
| 7 octobre 1982       | Cobra The Animation                                        | Mason                                    |                                | [ 2 ]  |
| 9 janvier 1983       | Mirai Keisatsu Urashiman                                   | Mya                                      |                                | ,      |
| 5 avril 1983         | Galactic Whirlwind Sasuraiger                              | Asteroid queen                           |                                | [ 2 ]  |
| 3 juillet 1983       | Super Dimension Century Orguss                             | Athena Henderson                         |                                | ,      |
| 7 octobre 1983       | Special Armored Battalion Dorvack                          | Peter                                    |                                | [ 2 ]  |
| 9 avril 1984         | Glass Mask                                                 | Maya Kitajima                            | 1st TV series                  | ,      |
| 1er septembre 1984   | ja:よろしくメカドック                                      | Anjii, Minako-sensei                     |                                | [ 2 ]  |
| 2 mars 1985          | Mobile Suit Z Gundam                                       | Reccoa Londe                             |                                | ,      |
| 10 juin 1985         | Dream Hunter Rem                                           | Asuka Saeko/Demonic Lady                 |                                | [ 3 ]  |
| 6 juillet 1985       | Transformers                                               | Chromia                                  | season 1-2                     | [ 2 ]  |
| 3 octobre 1985       | Blue Comet SPT Layzner                                     | Mei                                      |                                | [ 2 ]  |
| 6 octobre 1985       | Ninja Senshi Tobikage                                      | Kochou                                   |                                | [ 2 ]  |
| 12 octobre 1985      | High School! Kimengumi                                     | Ikari Masuyo                             |                                | ,      |
| 10 janvier 1986      | Uchuusen Sagittarius                                       | Vendeuse de soupe                        |                                | [ 2 ]  |
| 26 février 1986      | Dragon Ball                                                | Mera                                     |                                | [ 2 ]  |
| 26 mars 1986         | Maison Ikkoku                                              | Hobo A, Yuko                             |                                | ,      |
| 3 juillet 1986       | Machine Robo: Revenge of Cronos                            | Solitaire                                |                                | [ 2 ]  |
| 24 août 1986         | Transformers 2010                                          | Mira, Arcee, Allegra                     | The Transformers season 3      | ,      |
| 7 février 1987       | Metal Armor Dragonar                                       | Diane Lance                              |                                | ,      |
| 12 mars 1987         | Fist of the North Star 2                                   | Leia                                     |                                | [ 2 ]  |
| 25 mars 1987         | Digital Devil Story: Megami Tensei                         | Izanami                                  | OVA                            | [ 3 ]  |
| 3 juin 1987          | Machine Robo: Battle Hackers                               | Mother Computer Rim                      |                                | [ 2 ]  |
| 1er septembre 1987   | Lily C.A.T.                                                | Nancy Sutoraha                           | OVA                            | [ 2 ]  |
| 28 septembre 1987    | Dangaioh                                                   | Shazara                                  |                                | [ 3 ]  |
| 8 octobre 1987       | Mister Ajikko                                              | Takechi Komasa                           |                                | [ 2 ]  |
| 13 avril 1988        | Sonic Soldier Borgman                                      | Memory Gene                              |                                | ,      |
| 15 avril 1988        | Mashin Hero Wataru                                         | Marionette                               |                                | [ 2 ]  |
| 21 avril 1988        | Appleseed                                                  | Deunan Knute                             | OVA 1988                       | ,      |
| 30 avril 1988        | Ronin Warriors                                             | Kayura                                   |                                | ,      |
| septembre 1988       | Crying Freeman                                             | Kimie                                    |                                | [ 3 ]  |
| 3 octobre 1988       | Anpanman                                                   | Tekka no maki-chan                       |                                | [ 2 ]  |
| 7 octobre 1988       | Gunbuster                                                  | Miko Akaiki, Reiko Kashihara             |                                | [ 3 ]  |
| 26 novembre 1988     | Hades Project Zeorymer                                     | Rockfell                                 | OVA                            | ,      |
| décembre 1988        | Legend of the Galactic Heroes                              | Hildegard von Mariendorf                 | OVA series                     | ,      |
| 11 mars 1989         | Jushin Liger                                               | Dollsatan                                |                                | ,      |
| 14 mars 1989         | Transformers: Victory                                      | Chromia                                  |                                | [ 3 ]  |
| 9 avril 1989         | ja:新ビックリマン                                          | 真因如                                   |                                | [ 2 ]  |
| 5 août 1989          | Gosenzo-sama Banbanzai!                                    | Maroko Yomota                            | OAV series                     | [ 4 ]  |
| 22 septembre 1989    | Koiko no Mainichi                                          | Kayo                                     | OVA                            | [ 2 ]  |
| 11 octobre 1989      | Patlabor: The TV Series                                    | Kansei Fuwa                              |                                | ,      |
| 16 octobre 1989      | Gaki Deka ja:がきデカ                                      | Michiko Abe                              |                                | [ 2 ]  |
| 20 octobre 1989      | Ranma ½                                                    | Yokihi, Mio                              |                                | [ 2 ]  |
| 2 décembre 1989      | Dragon Quest                                               | Tiara                                    |                                | ,      |
| 14 janvier 1990      | My Daddy Long Legs                                         | Mary Lambart                             |                                | ,      |
| mars 1990            | Mobile Suit SD Gundam: SD Gundam Legend                    | Palas Athena                             |                                | [ 3 ]  |
| 6 avril 1990         | NG Knight Ramune & 40                                      | Beppiin                                  |                                | [ 3 ]  |
| 3 octobre 1990       | Musashi, the Samurai Lord                                  | Himiko                                   |                                | [ 2 ]  |
| 25 octobre 1990–91   | The Hakkenden                                              | Funamushi, Tamazusa                      | 1st OVA series                 | [ 3 ]  |
| 5 novembre 1990      | ja:ピグマリオ                                              | Donomaga                                 |                                | [ 2 ]  |
| 13 janvier 1991      | Trapp Family Story                                         | Maria Kutchara (Maria Von Trapp)         |                                | [ 2 ]  |
| 2 février 1991       | The Brave Fighter of Sun Fighbird                          | Yoshiko Kunie                            |                                | ,      |
| 15 mars 1991         | Future GPX Cyber Formula                                   | Rudorihihi ルードリッヒ                  |                                | [ 2 ]  |
| 8 avril 1991         | Armored Police Metal Jack                                  | Kyoko Murakami                           |                                | [ 2 ]  |
| 21 avril 1991        | Sukeban Deka                                               | Remi Mizuchi                             | OAV                            | [ 3 ]  |
| 23 mai 1991          | Mobile Suit Gundam 0083: Stardust Memory                   | Lucette Odeby                            | Ep. 11                         | ,      |
| 16 juin 1991         | Michite Kuru Toki no Mukō ni                               | Flora                                    | special                        | [ 2 ]  |
| 14 juillet 1991      | Oniisama e...                                              | Aya Misaki                               |                                | ,      |
| 25 juillet 1991      | Yūkan Club                                                 | Kenbish Yuuri                            |                                | [ 3 ]  |
| 17 août 1991–92      | The Heroic Legend of Arslan                                | Faranguis                                | OVA series eps 1-2             | ,      |
| 9 novembre 1991      | ja:わたしとわたし ふたりのロッテ                           | Gurukubaruu-sensei グルックバウル先生    |                                | [ 2 ]  |
| 7 mars 1992–97       | Sailor Moon series                                         | Michiru Kaioh / Sailor Neptune           |                                | ,      |
| 21 mars 1992         | Ruri-iro Princess                                          | Shiina                                   |                                | [ 3 ]  |
| 9 avril 1992         | Cooking Papa                                               | Nijiko Araiwa                            |                                | ,      |
| 13 avril 1992        | Crayon Shin-chan                                           | Matsu Matsuzaka, Taeko Yoshi             |                                | [ 2 ]  |
| 1er juin 1992        | ja:2020年ワンダー・キディ                                  | Bibira                                   |                                | [ 2 ]  |
| 8 octobre 1992       | Super Zugan ja:スーパーヅガン                              | Yuka                                     |                                | [ 2 ]  |
| 15 octobre 1992      | Jeanine with the Light Brown Hair                          | Diana                                    |                                | ,      |
| 12 décembre 1992     | Apfel Land Story                                           | Arianna                                  |                                | [ 3 ]  |
| 1993                 | わすれるもんか！                                           | Junichi's mother                         | OVA                            | [ 2 ]  |
| 25 janvier 1993      | The Irresponsible Captain Tylor                            | test officer                             |                                | [ 3 ]  |
| 18 juin 1993         | Fight!! Spirit of the Sword                                | Arare/Fujisawa                           |                                | [ 3 ]  |
| 25 septembre 1993–98 | Bad Boys                                                   | Erika Sato                               | OAV                            | [ 3 ]  |
| 21 décembre 1993     | Black Jack                                                 | Captain Maria Carnera                    | OAV ep 3                       | ,      |
| 23 décembre 1993     | Art of Fighting                                            | King                                     |                                | [ 2 ]  |
| 1993–96              | Ranma 1/2                                                  | Natsume                                  | OVA Eps. 5-6                   | [ 3 ]  |
| 21 janvier 1994      | Shonan Junai Gumi                                          | Izumo Mariko                             |                                | [ 3 ]  |
| 8 juillet 1994       | Metal Fighter Miku                                         | Saki Kisugi (Aquamarine)                 |                                | ,      |
| 9 septembre 1994     | Ogre Slayer                                                | Sae Goto                                 |                                | [ 3 ]  |
| 8 octobre 1994       | Darkside Blues                                             | Tamaki                                   |                                | [ 3 ]  |
| 28 octobre 1994      | The Rapeman Anime Version                                  | Maki Otani (Red Cat)                     | OVA Adult                      | [ 2 ]  |
| 4 avril 1995         | Azuki-chan                                                 | Sendai's aunt                            |                                | [ 2 ]  |
| 7 avril 1995         | Les Contes les plus célèbres                               | Witch of the West                        |                                | [ 2 ]  |
| mai 1995             | Princess Minerva                                           | Dynastar                                 |                                | [ 3 ]  |
| 21 juin 1995         | Miyuki-chan in Wonderland                                  | Humpty Dumpty                            | OVA                            | ,      |
| 7 juillet 1995       | Megami Paradise                                            | Mamamega previous                        |                                | [ 3 ]  |
| 4 octobre 1995       | Neon Genesis Evangelion                                    | Female doctor, announcer                 |                                | ,      |
| 8 janvier 1996       | Case Closed                                                | Shizuka Hattori                          | Ep. 263                        | ,      |
| 8 janvier 1996       | Bakusō Kyōdai Let's & Go!! (ja)                            | Tamami Yanagi                            |                                | [ 2 ]  |
| 7 février 1996       | Dragon Ball GT                                             | Otohime                                  |                                | ,      |
| 6 mars 1996–97       | Starship Girl Yamamoto Yohko                               | Admiral Zena Leon                        | both OVA series                | [ 3 ]  |
| 5 avril 1996         | After War Gundam X                                         | Vedba Morute                             |                                | [ 2 ]  |
| 10 avril 1996        | Burn-Up W                                                  | Terrorist Chief                          | OVA                            | [ 3 ]  |
| 13 avril 1996        | Hell Teacher Nūbē                                          | Minako-sensei                            |                                | ,      |
| 21 mai 1996          | Battle Team Lakers EX                                      | Chiaki/Kung-fu Laker                     | OAV                            | [ 3 ]  |
| 23 octobre 1996      | Apocalypse Zero                                            | Hamuko                                   |                                | [ 3 ]  |
| 1997                 | Denji Sentai Megaranger                                    | Nejiiero                                 |                                | [ 2 ]  |
| 6 janvier 1997       | Bakusō Kyōdai Let's & Go!! WGP                             | Cindy                                    |                                | [ 2 ]  |
| 1er avril 1997       | Pokémon                                                    | Yamato (Cassidy)                         |                                | [ 2 ]  |
| 7 avril 1997         | Kindaichi Shounen no Jikenbo                               | Shirou Tendou, Woman shopkeeper          | Ep. 95-99                      | ,      |
| 9 avril 1997         | ja:救命戦士ナノセイバー                                    | Saori Tanimura                           |                                | [ 2 ]  |
| 3 juillet 1997       | Fair, then Partly Piggy                                    | Meg                                      |                                | [ 2 ]  |
| 25 octobre 1997      | Kigyou Senshi Yamazaki: Long Distance Call                 | Rika                                     |                                | [ 3 ]  |
| 26 novembre 1997     | Doctor Slump                                               | Polly Buckets, Caramel Man No. 6         |                                | [ 2 ]  |
| 4 avril 1998         | Yu-Gi-Oh!                                                  | Chono                                    |                                | [ 2 ]  |
| 6 avril 1998         | The Mysterious Cities of Gold                              | Marinche                                 | rebroadcast version            | [ 2 ]  |
| 8 avril 1998         | Weiß Kreuz                                                 | Hell                                     |                                | ,      |
| 21 mai 1998          | Golgo 13: Queen Bee                                        | Sonia                                    | OVA                            | [ 2 ]  |
| 2 juillet 1998       | Dōkyūsei 2                                                 | Hikari                                   |                                | [ 3 ]  |
| 5 octobre 1998       | St. Luminous Mission High School                           | Jasmine Koda                             |                                | [ 2 ]  |
| 5 octobre 1998       | Kurogane Communication                                     | Lavinia                                  |                                | ,      |
| 7 février 1999       | Phantom Thief Jeanne                                       | Akira Kotsuchiya                         |                                | ,      |
| 4 avril 1999         | Starship Girl Yamamoto Yohko                               | Admiral Zena Leon                        | TV series                      | ,      |
| 20 avril 1999        | Sensual Phrase                                             | Misa Ito                                 |                                | [ 2 ]  |
| 6 octobre 1999       | Seraphim Call                                              | Miyabi                                   | Ep. 6                          | ,      |
| 1999                 | Harlock Saga                                               | Emeraldas                                |                                | [ 3 ]  |
| 7 juillet 2000       | Hamtaro                                                    | Maria's mother                           |                                | [ 2 ]  |
| 11 juillet 2000      | Strange Dawn                                               | Levian                                   |                                | ,      |
| 2 octobre 2000       | Descendants of Darkness                                    | Maria's mother                           |                                | ,      |
| 16 octobre 2000      | Inuyasha                                                   | Mizugami-sama                            |                                | [ 2 ]  |
| 24 octobre 2000      | Sin: The Movie                                             | Kait Palmer                              |                                | [ 3 ]  |
| 24 novembre 2000–01  | Keibiin                                                    | Branch manager                           | Adult OVA series               | [ 2 ]  |
| 2001                 | Shaman King                                                | Zorya                                    |                                | [ 2 ]  |
| 4 février 2001       | Ojamajo Doremi                                             | Ichikawa                                 |                                | [ 2 ]  |
| 18 février 2001      | Salaryman Kintarō                                          | Kyoko Sakurai                            |                                | [ 2 ]  |
| 5 avril 2001         | Noir                                                       | Bourne                                   |                                | ,      |
| 5 avril 2001         | Great Dangaioh                                             | Chisato Kazamaki, Chiho Kazamaki         |                                | [ 2 ]  |
| 10 avril 2001        | 探偵少年カゲマン                                           | Beauty Face                              |                                | [ 2 ]  |
| 4 octobre 2001       | Najica Blitz Tactics                                       | Queen                                    |                                | [ 3 ]  |
| 5 octobre 2001       | Vandread: The Second Stage                                 | Liz                                      |                                | [ 2 ]  |
| 9 avril 2002         | The Twelve Kingdoms                                        | Haku Sanshi, Ribi                        |                                | [ 2 ]  |
| 19 avril 2002        | Atashin'chi                                                | Ogawa-sensei                             |                                | [ 2 ]  |
| 16 août 2002         | Princess Tutu                                              | Paulamoni                                |                                | [ 2 ]  |
| 3 octobre 2002       | Naruto                                                     | Tsunade                                  |                                | [ 2 ]  |
| 21 novembre 2002     | Pokémon Advanced Generation                                | Yamato                                   |                                | [ 2 ]  |
| 8 janvier 2003       | L/R: Licensed by Royalty                                   | Ms. Camille                              |                                | ,      |
| 6 avril 2003         | Astro Boy                                                  | Rabia                                    |                                | [ 2 ]  |
| 7 avril 2003         | Dear Boys                                                  | Misako Sakakibara                        |                                | [ 2 ]  |
| 14 avril 2003        | Ninja Scroll: The Series                                   | Ubume                                    |                                | [ 2 ]  |
| 15 août 2003         | ja:凧になったお母さん                                      | Ichiro's mother                          |                                | [ 2 ]  |
| 4 octobre 2003       | Mermaid's Forest                                           | Nanao's mother                           |                                | ,      |
| 4 octobre 2003       | Planetes                                                   | Sally Silverstone                        |                                | ,      |
| 4 octobre 2003       | MegaMan NT Warrior Axess                                   | Eve Moreshan                             |                                | [ 2 ]  |
| 6 octobre 2003       | Gungrave                                                   | Miranda                                  |                                | [ 2 ]  |
| 17 mars 2004         | Angelique                                                  | Queen                                    | OVA4 series                    | [ 3 ]  |
| 3 avril 2004–08      | Kyo Kara Maoh! series                                      | Tsueri                                   |                                | ,      |
| 19 mai 2004          | Samurai Champloo                                           | Hotaru                                   |                                | ,      |
| 3 octobre 2004       | Zoids: Fuzors                                              | Samantha                                 |                                | [ 2 ]  |
| 5 octobre 2004       | Bleach                                                     | Yoshino Soma, Ranshima                   |                                | [ 2 ]  |
| 11 octobre 2004      | Black Jack                                                 | Hachiya's wife                           | TV series                      | [ 2 ]  |
| 12 octobre 2004      | Yakitate!! Japan                                           | Maetel                                   |                                | [ 2 ]  |
| 2005                 | 千年の約束                                                 | Sumire                                   | OVA                            | [ 2 ]  |
| 5 février 2005–07    | Buzzer Beater series                                       | Coach                                    |                                | [ 2 ]  |
| 13 février 2005      | Majime ni Fumajime: Kaiketsu Zorori                        | Yuki-onna                                |                                | [ 2 ]  |
| 5 avril 2005         | Glass Mask                                                 | Utako Himekawa                           | 2nd TV series                  | [ 2 ]  |
| 9 avril 2005–06      | Tsubasa: Reservoir Chronicle                               | Kiishimu                                 | Also second season             | ,      |
| 22 mai 2005          | The Snow Queen                                             | Anya                                     |                                | [ 2 ]  |
| 4 juillet 2005       | Gun Sword                                                  | Earl                                     |                                | ,      |
| 7 janvier 2006       | Wan Wan Celeb Soreyuke! Tetsunoshin                        | Seiko Kamata                             |                                | [ 2 ]  |
| 4 avril 2006         | Gintama                                                    | Mère d'Otsu                              |                                | [ 2 ]  |
| 7 avril 2006         | Kirarin Revolution                                         | Haruko Misora                            |                                | [ 2 ]  |
| 13 avril 2006        | The Third                                                  | Cindy                                    |                                | [ 2 ]  |
| 1er juillet 2006     | Powerpuff Girls Z                                          | Christmas Rose                           |                                | [ 2 ]  |
| 8 juillet 2006       | Koi Suru Tenshi Angelique                                  | Sendai Queen 先代女王                    |                                | [ 2 ]  |
| 16 septembre 2006    | ja:シルクロード少年 ユート                                 | Kaiyu                                    |                                | [ 2 ]  |
| 28 septembre 2006    | Pokémon Diamond and Pearl                                  | Yamato                                   |                                | [ 2 ]  |
| 3 octobre 2006       | D.Gray-man                                                 | Cloud_Nine                               |                                | [ 2 ]  |
| 4 octobre 2006       | Buso Renkin                                                | Alexandria                               |                                | [ 2 ]  |
| 5 octobre 2006       | Code Geass                                                 | Seisai                                   |                                | [ 2 ]  |
| 7 octobre 2006       | Ghost Slayers Ayashi                                       | Toyokawa                                 |                                | [ 2 ]  |
| 12 octobre 2006      | Hataraki Man                                               | Utako Sekiguchi                          |                                | [ 2 ]  |
| 15 février 2007      | Naruto Shippuden                                           | Fifth Hokage・Tsunade                    |                                | [ 2 ]  |
| 1er avril 2007       | Gurren Lagann                                              | Okami                                    |                                | [ 2 ]  |
| 1er avril 2007       | GeGeGe no Kitarō                                           | Osakabe-hime                             | 5th TV series                  | [ 2 ]  |
| 4 avril 2007         | Kishin Taisen Gigantic Formula                             | Amalia Lambert                           |                                | [ 2 ]  |
| 8 juillet 2007–12    | The Familiar of Zero series                                | Sheffield                                | Saisons 2-4                    | ,      |
| 7 octobre 2007       | Pururun! Shizuku-chan Aha                                  | Shabon-san                               |                                | [ 2 ]  |
| 27 janvier 2008      | Kamen Rider Kiva                                           | Silk Moss Fangaia シルクモスファンガイア | tokusatsu                      | [ 2 ]  |
| 4 avril 2008         | Kirarin Revolution STAGE 3                                 | Namariko Aoyagi                          |                                | [ 2 ]  |
| 8 avril 2008         | op Secret ~The Revelation~                                 | Akiko Nanase                             |                                | [ 2 ]  |
| 11 avril 2008        | Golgo 13                                                   | Madame Martin                            |                                | [ 2 ]  |
| 3 octobre 2008       | Linebarrels of Iron                                        | Judy Brown                               |                                | [ 2 ]  |
| 12 octobre 2008      | ja:ねぎぼうずのあさたろう                                  | さといものおさと                         |                                | [ 2 ]  |
| 15 octobre 2008      | Michiko & Hatchin                                          | Zoe                                      |                                | [ 2 ]  |
| 4 avril 2009         | Gokujō!! Mecha Mote Iinchō                                 | Himeno gakuen-cho .姫乃学園長            |                                | [ 2 ]  |
| 3 avril 2010         | Gokujō! Mecha Mote Iinchō Second Collection                | Saeko Takagi                             |                                | [ 2 ]  |
| 6 avril 2010         | Rainbow: Nisha Rokubō no Shichinin                         | Obasan                                   |                                | [ 2 ]  |
| 1er octobre 2010     | Panty & Stocking with Garterbelt                           | Hell Pound                               |                                | [ 2 ]  |
| 2 octobre 2010       | Bakuman                                                    | Akihito's mother                         |                                | [ 2 ]  |
| 3 octobre 2010       | Star Driver                                                | Nichi Goshiki                            |                                | [ 2 ]  |
| 11 avril 2011        | Hoshizora e Kakaru Hashi                                   | Minamiko Kubaru-sensei                   |                                | [ 2 ]  |
| 7 octobre 2011       | Shakugan no Shana Final                                    | Sophie Sawallisch                        |                                | [ 2 ]  |
| 5 janvier 2012       | Tantei Opera Milky Holmes: Act 2                           | ミナミハルコ                             |                                | [ 2 ]  |
| 3 avril 2012         | NARUTO -ナルト- SD ロック・リーの青春フルパワー忍伝        | Fifth Hokage・Tsunade                    |                                | [ 2 ]  |
| 5 avril 2012         | Shirokuma Café                                             | Okami                                    |                                | [ 2 ]  |
| 1er octobre 2012     | Kamisama Kiss                                              | Tayama                                   |                                | [ 2 ]  |
| 5 janvier 2013       | Hakkenden: Eight Dogs of the East (en) series              | Tamazusa                                 |                                | [ 2 ]  |
| 8 octobre 2014       | Chaika - The Coffin Princess                               | Claudia Dodge                            |                                | ,      |
| 3 janvier 2015       | Tantei Kageki Milky Holmes TD                              | Jeanne                                   |                                | [ 2 ]  |
| 10 janvier 2015      | The Rolling Girls                                          | Shima Ishizukuri                         |                                | [ 2 ]  |
|                      | JaJa Uma! Quartette                                        | Aiya                                     |                                | [ 3 ]  |
|                      | Sanctuary                                                  | Houjou's lover                           |                                | [ 3 ]  |
|                      | Case Closed                                                | Mimura Yukari                            | Ep. 210-211                    | [ 3 ]  |
|                      | Kindaichi Shounen no Jikenbo Operazakan Aratanaru Satsujin | Touno Seiko                              |                                | [ 3 ]  |
|                      | Mosaica                                                    | Valkeena                                 |                                | [ 3 ]  |
|                      | Mozaika                                                    | Valkina                                  |                                | [ 3 ]  |
|                      | Isoro Tengoku 居候天国                                     | Hitomi Mizuhara                          | Adult OVA, as Masami Kawashita | [ 2 ]  |

### Films
| Date              | Titre                                                                                             | Rôle                         | Notes     | Source |
| ----------------- | ------------------------------------------------------------------------------------------------- | ---------------------------- | --------- | ------ |
| 15 mars 1986      | Arion                                                                                             | Athena                       |           | [ 3 ]  |
| 1er novembre 1986 | Love is an Open Door 扉を開けて                                                                   | Neryura                      |           | [ 2 ]  |
| 19 décembre 1987  | Murasaki Shikibu Genji Monogatari                                                                 | Wet Nurse Shounagon          | 1987 film | [ 2 ]  |
| 19 mars 1990      | Maroko                                                                                            | Maroko Yomota                |           | ,      |
| 12 décembre 1992  | Apfel Land Story ja:アップフェルラント物語                                                        | Ariana Vuishinsuka           |           | [ 2 ]  |
| 5 juin 1993       | Ninja Scroll                                                                                      | Zakuro                       |           | ,      |
| 4 décembre 1994   | Sailor Moon S, le film                                                                            | Sailor Neptune               |           | [ 2 ]  |
| 23 décembre 1995  | Sailor Moon Super S, le film                                                                      | Sailor Neptune               |           | [ 2 ]  |
| 29 juin 1996      | Nintama Rantarou                                                                                  | Sina Yamamoto                |           | [ 2 ]  |
| 14 décembre 1996  | Les Enquêtes de Kindaichi                                                                         | Seiko Mauetera               |           | [ 2 ]  |
| 25 avril 1998     | Welcome to Lodoss Island!                                                                         | Pirotess                     |           | [ 2 ]  |
| 20 mars 1999      | Gundress: The Movie                                                                               | Takako Houraji               |           | ,      |
| 15 juin 2002      | Guilstein ja:ギルステイン                                                                         | Nu                           |           | [ 2 ]  |
| 13 juillet 2002   | Soreike! Anpanman                                                                                 | Tekka no maki-chan           |           | [ 2 ]  |
| 21 février 2004   | Nitaboh: The Shamisen Master ja:NITABOH 仁太坊-津軽三味線始祖外聞                                 | Tamana                       |           | [ 2 ]  |
| 21 août 2004      | Naruto et la Princesse des neiges                                                                 | Fifth Hokage・Tsunade        |           | [ 2 ]  |
| 16 avril 2005     | ja:映画 ふたりはプリキュア Max Heart                                                              | Yami no seki no majo (Devil) |           | [ 2 ]  |
| 28 mai 2005       | Zeta Gundam A New Translation: Heirs to the Stars                                                 | Reccoa Londe                 |           | [ 2 ]  |
| 29 octobre 2005   | Zeta Gundam A New Translation II: Lovers                                                          | Reccoa Londe                 |           | [ 2 ]  |
| 4 mars 2006       | Zeta Gundam A New Translation III: Love is the Pulse of the Stars                                 | Reccoa Londe                 |           | [ 2 ]  |
| 5 août 2006       | Naruto: Mission spéciale au pays de la Lune                                                       | Fifth Hokage・Tsunade        |           | [ 2 ]  |
| 4 août 2007       | Naruto Shippuden : Un funeste présage                                                             | Fifth Hokage・Tsunade        |           | [ 2 ]  |
| 2 août 2008       | Naruto Shippuden : Les Liens                                                                      | Fifth Hokage・Tsunade        |           | [ 2 ]  |
| 1er août 2009     | Naruto Shippuden : La Flamme de la volonté                                                        | Fifth Hokage・Tsunade        |           | [ 2 ]  |
| 31 juillet 2010   | Naruto Shippuden: The Lost Tower                                                                  | Fifth Hokage・Tsunade        |           | [ 2 ]  |
| 19 mars 2011      | Pretty Cure All Stars DX3: Deliver the Future! The Rainbow-Colored Flower That Connects the World | Yami no seki no majo (Devil) |           | [ 2 ]  |
| 30 juillet 2011   | Naruto Shippuden: Blood Prison                                                                    | Tsunade                      |           | [ 2 ]  |
| 21 janvier 2012   | .hack//The Movie                                                                                  | Yuka Kamachi                 |           | [ 2 ]  |
| 28 juillet 2012   | Naruto Shippuden: Road to Ninja                                                                   | Tsunade                      |           | [ 2 ]  |

### Jeux vidéo
| Date              | Titre                                                                 | Rôle                         | Notes                         | Source |
| ----------------- | --------------------------------------------------------------------- | ---------------------------- | ----------------------------- | ------ |
| 11 mars 1994      | Asuka 120% Burning Fest                                               | Tamaki                       | PlayStation                   | [ 3 ]  |
| 25 mars 1994      | Princess Minerva                                                      | Chiroria                     | PC-Engine                     | [ 3 ]  |
| 1995              | The Legend of Xanadu II                                               | Media                        | PC-Engine                     | [ 3 ]  |
| 8 mars 1996       | Sailor Moon SuperS Shin Shuyaku Soudatsusen                           | Sailor Neptune               | PlayStation                   | [ 3 ]  |
| 22 mars 1996      | Melty Lancer: Ginga Shoujo Keisatsu 2086                              | Lavenne                      |                               | [ 3 ]  |
| 1996              | Sailor Moon SuperS - Various Emotion                                  | Sailor Neptune               | Sega Saturn                   | [ 3 ]  |
| 28 mars 1997      | Boys Be...                                                            | Fujii Naoko, Chiba Shouko    | PS1/PS2                       | ,      |
| 27 juin 1997      | Next King: Koi no Sennen Oukoku                                       | Charaway                     | PlayStation                   | [ 3 ]  |
| 27 juin 1997      | ja:ネクストキング 恋の千年王国                                        | Callaway Goldenrod           | PS1/PS2                       | [ 2 ]  |
| 11 juillet 1997   | Dokyusei 2                                                            | Mirei Katagiri, Hikari       | Sega Saturn                   | ,      |
| 22 août 1997      | Virus Buster Serge                                                    | Shelly, Secretary            | Sega Saturn                   | ,      |
| 29 janvier 1998   | Back Guiner バックガイナー ～よみがえる勇者たち～ 覚醒編 ガイナー転生 | Tomoe Segawa                 | PS1/PS2                       | ,      |
| 26 novembre 1998  | ja:ポポローグ                                                         | Laura                        | PS1/PS2                       | [ 2 ]  |
| 1998              | Guardian Recall                                                       |                              | PlayStation                   | [ 3 ]  |
| 1998              | Princess Quest                                                        | Madeleine                    | Sega Saturn                   | [ 2 ]  |
| 14 janvier 1999   | Circadia ja:サーカディア                                              | Sayaka Inui                  | PS1/PS2                       | [ 2 ]  |
| 27 janvier 2000   | Undercover A.D. 2025 Kei                                              | Samejima Kei                 | Dreamcast                     | [ 3 ]  |
| 18 mai 2000       | Cosmowarrior Zero                                                     | Lady Emeraldas               | PS1/PS2                       | [ 2 ]  |
| 23 juin 2000      | Eve Zero: The Ark of the Matter                                       | Ruth Bratchford              | Also Complete edition         | ,      |
| 29 juin 2000      | Scandal スキャンダル                                                  | Shanmao                      | PS1/PS2                       | [ 2 ]  |
| 23 mars 2002      | Eve Zero                                                              | Ruth Bratchford              |                               | ,      |
| 23 janvier 2003   | Silent Line: Armored Core                                             | Sara Kurowaru                | PS1/PS2                       | [ 2 ]  |
| 20 mars 2003      | Arc the Lad: Twilight of the Spirits                                  | Taiyana Monica Karloff       | PS1/PS2                       | ,      |
| 25 septembre 2003 | ja:サンライズ英雄譚                                                   | Diane Lance, Yoshiko Kunieda | PS1/PS2                       | [ 2 ]  |
| 27 novembre 2003  | Everybody's Golf 4                                                    | Nina                         | PS1/PS2                       | [ 2 ]  |
| 22 juillet 2004   | ja:コロッケ!4 バンクの森の守護神                                      | Caviar                       |                               | [ 2 ]  |
| 30 septembre 2004 | Zoids Vs. III                                                         | Samantha                     |                               | [ 2 ]  |
| 3 février 2005    | Gunbuster                                                             | Kashihara Reiko, Akai Kimiko | PS1/PS2                       | [ 2 ]  |
| 17 juin 2005      | ja:ぱすてるチャイムContinue                                           | Bennett Kojuru               | Adult PC game                 | [ 2 ]  |
| 9 décembre 2005   | ja:ぱすちゃC++                                                        | Bennett Kojuru               | Adult PC game                 | [ 2 ]  |
| 23 février 2006   | Samurai Champloo: Sidetracked                                         | Tsukiko                      | PS1/PS2                       | [ 2 ]  |
| 14 mars 2006      | Naruto: Uzumaki Chronicles                                            |                              | PS2                           | [ 3 ]  |
| 14 juin 2007      | Eternal Sonata                                                        | Rudouika                     | X-Box360                      | [ 2 ]  |
| 18 septembre 2008 | Trusty Bell: Chopin's Dream – Reprise                                 | Rudouika                     | PS3                           | [ 2 ]  |
| 28 août 2009      | Maji de Watashi ni Koi Shinasai!                                      | Umeko Kojima                 | Adult PC game, as Ai Nekomi   | [ 2 ]  |
| 15 octobre 2009   | Uncharted 2: Among Thieves                                            | Chloe Frazer                 | PS3                           | [ 2 ]  |
| 29 octobre 2009   | Super Robot Wars NEO                                                  | Dollar Satan                 | Wii                           | [ 2 ]  |
| 19 août 2010      | Another Century's Episode: R                                          | Athena Henderson             | PS3                           | [ 2 ]  |
| 27 mai 2011       | Cho no Doku Hana no Kusari Genso Yawa                                 | Kyoko Amami                  | Adult PC game, as Ai Nekomi   | [ 2 ]  |
| 2 novembre 2011   | Uncharted 3: Drake's Deception                                        | Chloe Frazer                 | PS3                           | [ 2 ]  |
| 27 janvier 2012   | Maji de Watashi ni Koi Shinasai! S                                    | Umeko Kojima                 | Adult PC game, as Ai Nekomi   | [ 2 ]  |
| 1er novembre 2012 | Tales of Xillia 2                                                     | Marcia                       | PS3                           | [ 2 ]  |
| 16 janvier 2014   | Chou no Doku Hana no Kusari ~Taishou Tsuya Koi Ibun~                  | Kyoko Amami                  | Adult video game as Ai Nekomi | [ 2 ]  |
| 11 septembre 2014 | Naruto Shippūden: Ultimate Ninja Storm Revolution                     | Tsunade（Fifth Hokage）      | Xbox360                       | [ 2 ]  |
| 4 février 2016    | Naruto Shippuden: Ultimate Ninja Storm 4                              | Tsunade                      |                               | [ 2 ]  |
|                   | Tokimeki Mah Jong Paradise -Dear My Love-                             | Houjou Satsuki               | Arcade                        | [ 3 ]  |

### Drama CD
| Titre                                                           | Rôle                | Notes    | Source |
| --------------------------------------------------------------- | ------------------- | -------- | ------ |
| Angelique                                                       |                     | drama CD | [ 3 ]  |
| Beast of East                                                   |                     | drama CD | [ 3 ]  |
| Fullmetal Alchemist Vol. 2 Itsuwari no hikari shinjitsu no kage | Woman doctor Morgan | drama CD | [ 2 ]  |
| Garzey no Tsubasa                                               | Rumiko              | drama CD | [ 3 ]  |
| Kouryuu no Mimi                                                 | Margaret            | drama CD | [ 3 ]  |
| Marouou Fuu'unden                                               |                     | drama CD | [ 3 ]  |
| Megami Paradise                                                 | Yamimega            | drama CD | [ 3 ]  |
| Next King -Koi no Sennen Oukoku- Gaiden                         | Charaway            | drama CD | [ 3 ]  |
| Shizukanaru Don – Yakuza Side Story                             | Tae Kondo           | drama CD | [ 2 ]  |
| Vampire Hunter Gaiden: Shukumei no tabibito Donovan             | Shanburou           | drama CD | [ 3 ]  |

### Doublages
| Titre                                    | Rôle               | Voice dub for, notes | Source |
| ---------------------------------------- | ------------------ | -------------------- | ------ |
| Fourmiz                                  | Princesse Bala     |                      | [ 2 ]  |
| Le Droit de tuer ?                       | Ellen Roaku        | Sandra Bullock       |        |
| Casino                                   | Ginger McKenna     | Sharon Stone         |        |
| Cats & Dogs                              |                    |                      |        |
| Cats & Dogs: The Revenge of Kitty Galore | Kitty Galore       |                      |        |
| Conspiracy Theory                        |                    | Julia Roberts        |        |
| Contact                                  | Dr Ellir Arroway   | Jodie Foster         |        |
| Desperate Housewives                     | Angie Bolen        | season 6             |        |
| Exodus: Gods and Kings                   | Priestess          |                      |        |
| Hannibal                                 | Clarice Starling   | Julianne Moore       |        |
| Hatfields & McCoys                       | Levicy Hatfield    | Sarah Parish         |        |
| iCarly                                   | Marissa Benson     |                      |        |
| Intersection                             | Sally Eastman      | Sharon Stone         |        |
| Joey                                     | Gina Toribani      | Drea de Matteo       |        |
| Le Baiser mortel du dragon               | Jessica            | Bridget Fonda        |        |
| Mad Men                                  | Andrea             |                      |        |
| Mary Reilly                              | Mary Reilly        | Julia Roberts        |        |
| L'Apprenti de Merlin                     | La Dame du Lac     |                      |        |
| Moonrise Kingdom                         | Fukushi Kyoku      |                      |        |
| Ocean's Eleven                           | Tess Ocean         |                      | [ 2 ]  |
| Sex and the City, série et films         | Samantha Jones     | Kim Cattrall         |        |
| Le Silence des ombres                    | Cara Harding       | Julianne Moore       |        |
| Sliver                                   | Carly Norris       | Sharon Stone         |        |
| Smash                                    | Julia Houston      | Debra Messing        |        |
| Blanche-Neige et le Chasseur             | La mère de Ravenna |                      |        |
| Princesse Sofia                          | Flora              |                      |        |
| L'Affaire du collier                     | Marie-Antoinette   | Joely Richardson     |        |
| La Compagnie des loups                   | Cathy              |                      |        |
| La Dame de fer                           | Carol Thatcher     | Olivia Colman        |        |
| Le Silence des agneaux                   | Clarice Starling   | Jodie Foster         |        |
| Sixième Sens                             | Lynn Sheer         | Toni Collette        |        |
| The Way, Way Back                        | Betty              |                      |        |
| Wander                                   | Sylvia             |                      |        |
| Will et Grace                            | Grace Adler        | Debra Messing        |        |
| Wolf                                     | Laura Alden        | Michelle Pfeiffer    |        |
| X-Men 2                                  | Jean Grey          | Famke Janssen        |        |

## Discographie
Albums
- Ame ha suki desu ka (雨は好きですか)

Character albums and songs
- Sayonara no Daimeshi (さよならの代名詞)